# Russin
Russin is een gemeente en plaats in het westen van het Zwitserse kanton Genève. De gemeente ligt ten noorden van de Rhône en de plaats ligt direct aan de noordoever. In 2011 telde Russin 481 inwoners op een oppervlakte van 491 hectare. Van deze oppervlakte bestaat een groot gedeelte uit bos, maar meer dan de helft uit landbouwgrond. De inwoners zijn met name Franstalig.